# Svitlana Samuliak
Svitlana Samuliak (en ucraniano: Світлана Самуляк; 19 de julio de 2003) es una deportista ucraniana que compite en halterofilia.
Ganó una medalla de bronce en el Campeonato Mundial de Halterofilia de 2021 y dos medallas de plata en el Campeonato Europeo de Halterofilia, en los años 2023 y 2024.

## Palmarés internacional
| Campeonato Mundial | Campeonato Mundial   | Campeonato Mundial | Campeonato Mundial |
| Año                | Lugar                | Medalla            | Categoría          |
| ------------------ | -------------------- | ------------------ | ------------------ |
| 2021               | Taskent (Uzbekistán) | Medalla de bronce  | 55 kg              |
| Campeonato Europeo |                      |                    |                    |
| Año                | Lugar                | Medalla            | Categoría          |
| 2023               | Ereván (Armenia)     | Medalla de plata   | 55 kg              |
| 2024               | Sofía (Bulgaria)     | Medalla de plata   | 64 kg              |